# Włochy na Zimowych Igrzyskach Olimpijskich 1952
Włochy na Zimowych Igrzyskach Olimpijskich 1952 reprezentowało 33 zawodników: 28 mężczyzn i pięć kobiet. Był to szósty start reprezentacji Włoch na zimowych igrzyskach olimpijskich.

## Zdobyte medale
| Medal | Zawodnik         | Dyscyplina            | Konkurencja    | Rezultat   |
| ----- | ---------------- | --------------------- | -------------- | ---------- |
| Złoto | Zeno Colò        | Narciarstwo alpejskie | zjazd mężczyzn | 2:30,8 min |
| Brąz  | Giuliana Minuzzo | Narciarstwo alpejskie | zjazd kobiet   | 1:49,0 min |

## Skład kadry

### Biegi narciarskie
Mężczyźni
| Zawodnik                                                              | Konkurencja        | czas      | Pozycja |
| --------------------------------------------------------------------- | ------------------ | --------- | ------- |
| Federico De Florian                                                   | Bieg na 18 km      | 1:06:54,0 | 19.     |
| Arrigo Delladio                                                       | Bieg na 18 km      | 1:09:17,0 | 24.     |
| Giacomo Mosele                                                        | Bieg na 18 km      | 1:10:36,0 | 34.     |
| Ottavio Compagnoni                                                    | Bieg na 18 km      | 1:10:50,0 | 36.     |
| Alfredo Prucker                                                       | Bieg na 18 km      | 1:10:56,0 | 38.     |
| Severino Compagnoni                                                   | Bieg na 50 km      | 4:16:13,0 | 18.     |
| Antenore Cuel                                                         | Bieg na 50 km      | 4:16:26,0 | 19.     |
| Arrigo Delladio Nino Anderlini Federico De Florian Vincenzo Perruchon | Sztafeta 4 × 10 km | 2:35:33,0 | 6.      |

Kobiety
| Zawodniczka      | Konkurencja   | czas                      | Pozycja                   |
| ---------------- | ------------- | ------------------------- | ------------------------- |
| Fides Romanin    | Bieg na 10 km | 54:43,0                   | 17.                       |
| Ildegarda Taffra | Bieg na 10 km | Nie ukończyła konkurencji | Nie ukończyła konkurencji |

### Bobsleje
Mężczyźni
| Osada | Zawodnik                                                            | Konkurencja | Ślizg 1 | Ślizg 2 | Ślizg 3 | Ślizg 4 | Łącznie | Pozycja |
| ----- | ------------------------------------------------------------------- | ----------- | ------- | ------- | ------- | ------- | ------- | ------- |
| ITA-2 | Alberto Della Beffa Dario Colombi                                   | Dwójki      | 1.23.86 | 1:24,71 | 1:24,03 | 1:24,62 | 5:37,22 | 10.     |
| ITA-1 | Uberto Gillarduzzi Luigi Cavalieri                                  | Dwójki      | 1:23,86 | 1:25,26 | 1:24,80 | 1:24,44 | 5:38,26 | 12.     |
| ITA-1 | Dario Colombi Dario Poggi Sandro Rasini Alberto Della Beffa         | Czwórki     | 1:20,02 | 1:21,39 | 1:18,86 | 1:19,65 | 5:19,92 | 10.     |
| ITA-2 | Uberto Gillarduzzi Michele Alverà Vittorio Folonari Luigi Cavalieri | Czwórki     | 1:21,23 | 1:21,35 | 1:21,64 | 1:21,76 | 5:25,98 | 14.     |

### Kombinacja norweska
Mężczyźni
| Zawodnik        | Konkurencja   | Bieg narciarski | Bieg narciarski | Bieg narciarski | Skoki narciarskie | Skoki narciarskie | Skoki narciarskie | Skoki narciarskie | Skoki narciarskie | Łącznie | Pozycja |
| Zawodnik        | Konkurencja   | Czas biegu      | Pozycja         | Punkty          | Skok 1            | Skok 2            | Skok 3            | Punkty            | Pozycja           | Łącznie | Pozycja |
| --------------- | ------------- | --------------- | --------------- | --------------- | ----------------- | ----------------- | ----------------- | ----------------- | ----------------- | ------- | ------- |
| Alfredo Prucker | Indywidualnie | 1:10:56,0       | 12.             | 208,970         | 58,5              | 59,5              | 60,5              | 189,0             | 17.               | 397,970 | 12.     |

### Łyżwiarstwo figurowe
| Zawodnik    | Konkurencja | Nota    | Pozycja |
| ----------- | ----------- | ------- | ------- |
| Carlo Fassi | Soliści     | 169.822 | 6.      |

### Łyżwiarstwo szybkie
Mężczyźni
| Zawodnik        | Konkurencja   | Konkurencja   | Konkurencja    | Konkurencja    | Konkurencja    | Konkurencja    | Konkurencja      | Konkurencja      |
| Zawodnik        | Bieg na 500 m | Bieg na 500 m | Bieg na 1500 m | Bieg na 1500 m | Bieg na 5000 m | Bieg na 5000 m | Bieg na 10 000 m | Bieg na 10 000 m |
| Zawodnik        | Czas          | Miejsce       | Czas           | Miejsce        | Czas           | Miejsce        | Czas             | Miejsce          |
| --------------- | ------------- | ------------- | -------------- | -------------- | -------------- | -------------- | ---------------- | ---------------- |
| Enrico Musolino | 45,9          | 25.           | 2.30.7         | 31.            |                |                |                  |                  |
| Guido Citterio  | 48,2          | 38.           | 2.30.8         | 32.            |                |                | 19.13.6          | 28.              |

### Narciarstwo alpejskie
Mężczyźni
| Zawodnik          | Konkurencja | Konkurencja | Konkurencja   | Konkurencja   | Konkurencja         | Konkurencja         | Konkurencja      | Konkurencja      |
| Zawodnik          | Zjazd       | Zjazd       | Slalom gigant | Slalom gigant | Slalom specjalny    | Slalom specjalny    | Slalom specjalny | Slalom specjalny |
| Zawodnik          | Czas        | Miejsce     | Czas          | Miejsce       | Czas 1-go przejazdu | Czas 2-go przejazdu | Czas łączny      | Miejsce          |
| ----------------- | ----------- | ----------- | ------------- | ------------- | ------------------- | ------------------- | ---------------- | ---------------- |
| Zeno Colò         | 2:30,8      | złoto       | 2:29,1        | 4.            | 1:00,9              | 1:00,9              | 2:01,8           | 4.               |
| Carlo Gartner     | 2:36,5      | 8.          | 2:35,7        | 18.           |                     |                     |                  |                  |
| Ilio Colli        | 2:43,2      | 18.         |               |               |                     |                     |                  |                  |
| Silvio Alverà     | 2:43,6      | 20.         | 2:37,7        | 22.           | 1:04,5              | 1:05,3              | 2:09,8           | 19.              |
| Roberto Lacedelli |             |             | 2:39,5        | 24.           |                     |                     |                  |                  |
| Albino Alverà     |             |             |               |               | 1:04,7              | 1:05,7              | 2:10,4           | 23.              |
| Ermanno Nogler    |             |             |               |               | 1:09,5              | Nie awansował       | Nie awansował    | 42.              |

Kobiety
| Zawodnik               | Konkurencja     | Konkurencja     | Konkurencja     | Konkurencja     | Konkurencja         | Konkurencja         | Konkurencja      | Konkurencja      |
| Zawodnik               | Zjazd           | Zjazd           | Slalom gigant   | Slalom gigant   | Slalom specjalny    | Slalom specjalny    | Slalom specjalny | Slalom specjalny |
| Zawodnik               | Czas            | Miejsce         | Czas            | Miejsce         | Czas 1-go przejazdu | Czas 2-go przejazdu | Czas łączny      | Miejsce          |
| ---------------------- | --------------- | --------------- | --------------- | --------------- | ------------------- | ------------------- | ---------------- | ---------------- |
| Giuliana Minuzzo       | 1:49,0          | brąz            | 2:18,2          | 20.             | 1:08,0              | 1:07,9              | 2:15,9           | 8.               |
| Celina Seghi           | 1:54,9          | 15.             | 2:12,5          | 7.              | 1:06,5              | 1:07,3              | 2:13,8           | 4.               |
| Maria Grazia Marchelli | Dyskwalifikacja | Dyskwalifikacja | Dyskwalifikacja | Dyskwalifikacja |                     |                     |                  |                  |